# میکانا (ویسکانسین)
میکانا (به انگلیسی: Mikana) یک منطقهٔ مسکونی در ایالات متحده آمریکا است که در شهرستان بارون، ویسکانسین واقع شده‌است. میکانا ۳۶۳٫۹۴ متر بالاتر از سطح دریا واقع شده‌است.